# Cimetière Yarkon
Le Cimetière Yarkon de Petah Tikva est le cimetière principal de la métropole de Tel Aviv. Il est situé entre le fleuve Yarkon à l'ouest, l'autoroute 5 au nord, et la route 491 à l'est et au sud.

## Histoire
Le cimetière est inauguré par les grands-rabbins Hayim David HaLevi et Israel Meir Lau en 1991.

## Personnalités enterrées au Cimetière Yarkon
- Sasha Argov
- Walter Zwi Bacharach
- Shimon Even
- Yisrael Galil
- Isser Harel
- Maurice Hausner
- Ofra Haza
- Samuel Katz
- Yehiel De-Nur
- Bethsabée de Rothschild
- Pnina Salzman
- Mordecai Seter
- Mordechai Sobol
- Doudou Topaz
- Meir Vilner